# Virargues
Virargues é uma comuna francesa na região administrativa de Auvérnia-Ródano-Alpes, no departamento de Cantal. Estende-se por uma área de 11,29 km². Em 2010 a comuna tinha 133 habitantes (densidade: 11,8 hab./km²).